# Santa Claus (film, 1898)
Santa Claus je britský němý film z roku 1898. Režisérem je George Albert Smith (1864–1959). Film trvá zhruba jednu minutu a premiéru měl v září 1898. Do Spojených států se dostal ještě ve stejném roce prostřednictvím Siegmunda Lubina. Jedná se pravděpodobně o první vánoční film a o jeden z vizuálně a koncepčně nejpropracovanějších britských filmů, které byly do té doby natočeny. Jedná se totiž o jeden z prvních filmů, ve kterém se děj odehrával na dvou místech naráz.
Ve filmu účinkovala Smithova rodina. Santu Clause zvárnil Smith, matku jeho žena Laura Bayley a chlapce s dívkou jeho děti Harold a Dorothy Smithovi. Kopie filmu je uložena v Britském filmovém institutu.

## Děj
Matka ukládá na Štědrý večer své děti do postele, zhasne světlo a odejde. Následně do pokoje vnikne přes komín Santa Claus, který dá dětem do ponožek dárky a zmizí. Děti se probudí a radují se z dárků.